# 2014 YC92
2014 YC92 est un objet transneptunien de la famille des objets détachés et une planète naine potentielle, ayant un diamètre estimé d'environ 364 km.